# Ponta de diamante

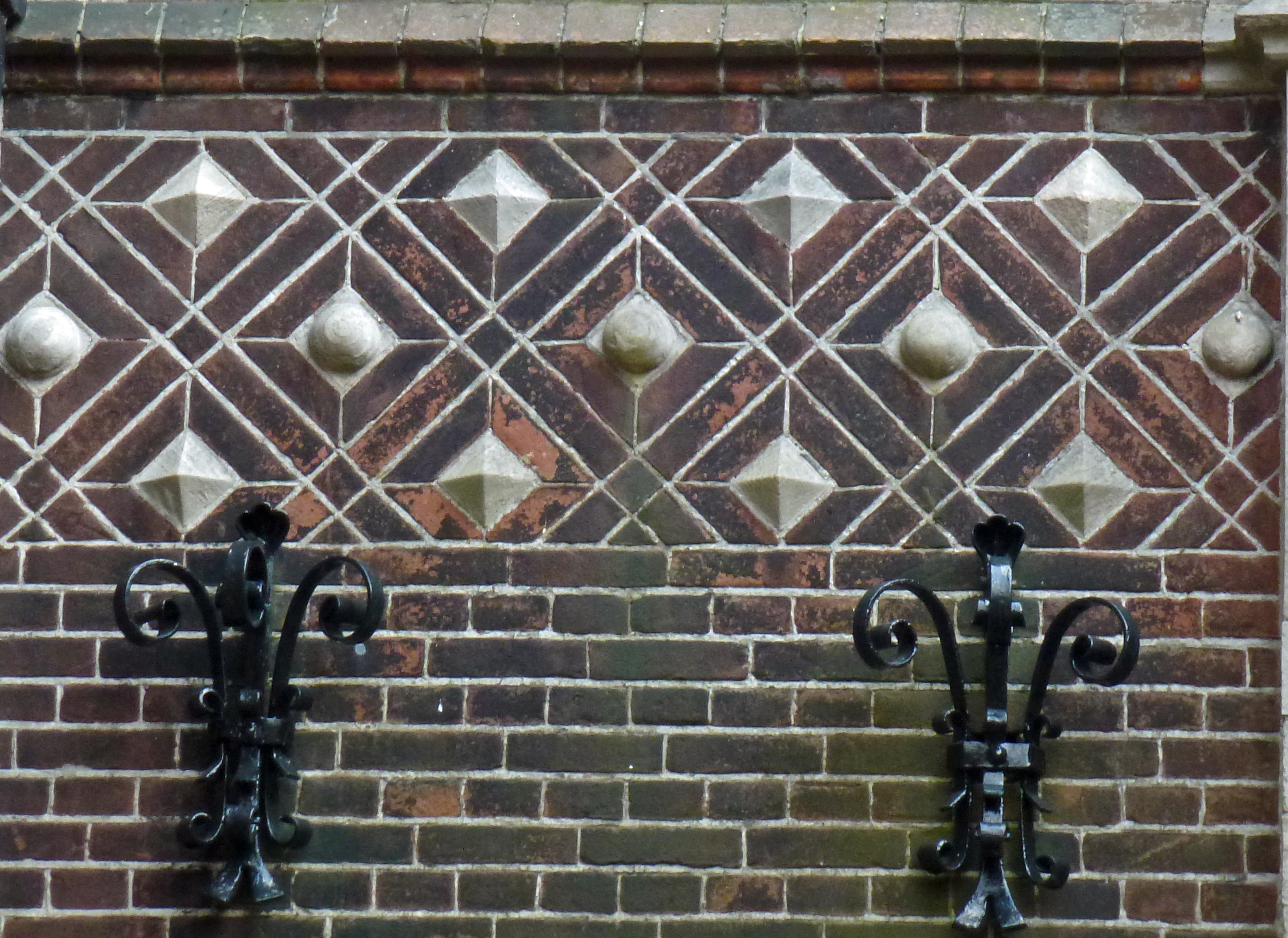
Ponta de diamante como ornamento

A ponta de diamante é uma saliência em forma de poliedro, cortada em facetas como um diamante. 
Uma ponta de diamante refere-se a uma forma de ornamento utilizada em :
- pedras facetadas, um ornamento de moldagem comum no período românico e repetido em outros períodos ;
- para móveis da alta época ;
- para pregos da Idade Média .

A superfície de uma bujarda é feita de pontas de diamante.
Na gravura, a ponta de diamante de diamante é um tipo de ponta seca, cuja ponta muito fina é cortada em forma de diamante e montada em um cabo. Permite que o entalhe corte precisamente o metal ou verniz, deixando muito pouca rebarba.